# Арахлей
Арахле́й (рос. Арахлей) — село у складі Читинського району Забайкальського краю, Росія. Адміністративний центр Арахлейського сільського поселення.

## Населення
Населення — 416 осіб (2010; 306 у 2002).
Національний склад (станом на 2002 рік):
- буряти — 90 %